# Mozaffarides (Iran)
Pour les articles homonymes, voir Muzaffarides.
1336–1393
Entités précédentes :
- Ilkhanat de Perse
- Indjouïdes

Entités suivantes :
- Timourides

Les Mozaffarides sont les descendants de Sharaf ad-Dîn al-Muzaffar, commandant et gouverneur au service des Ilkhans mongols de Perse. Son fils Muhammad (règne 1314-1358), gouverneur de Yazd, profita du chaos qui suivit la mort de l’ilkhan Abu Saïd en 1336 pour conquérir la Perse méridionale.
La dynastie, dont un des souverains importants fut Chah Chodja (qui régna de 1364 à 1384), fils de Muhammad, ne dura que trois générations et s’acheva dans les luttes intestines, puis par la conquête de Tamerlan en 1393.

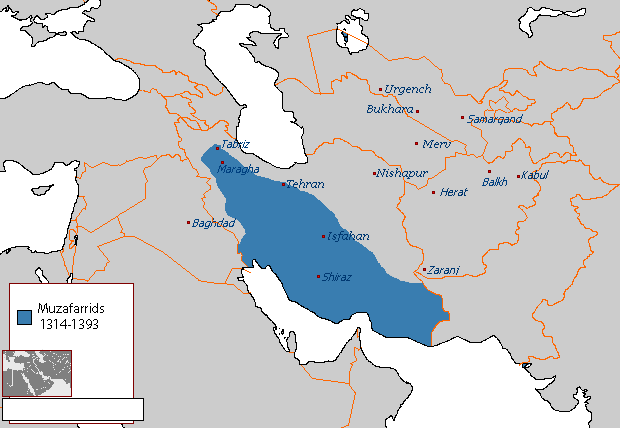
Le territoire dominé par les Mozaffarides à sa plus grande extension.

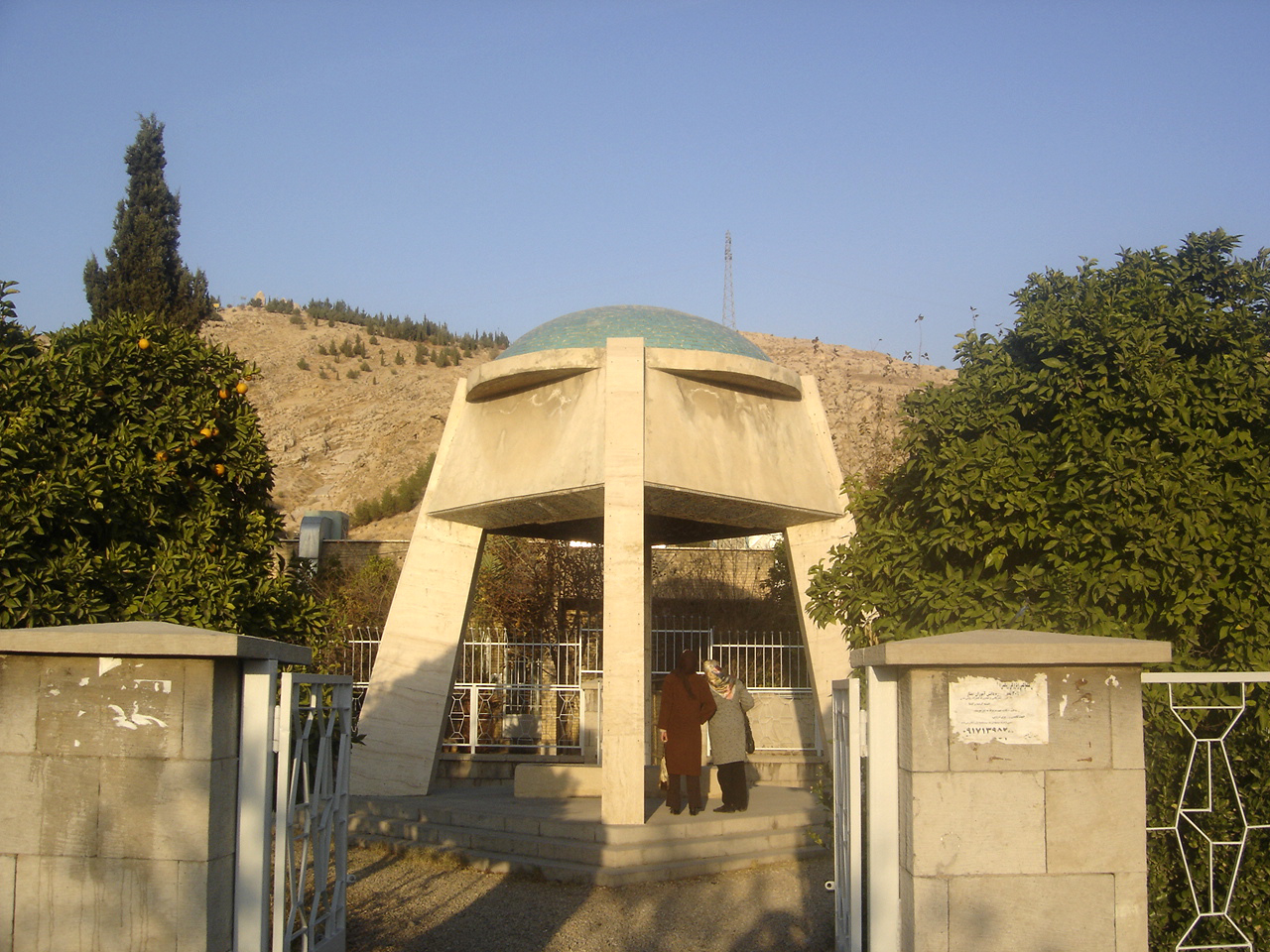
Tombe de Djalâl ad-Dîne Chah Chodja (1364-1384) à Chiraz.

## Dirigeants mozaffarides
- Mubâriz ad-Dîn Muhammad bin al-Muzaffar (en) (1314-1358)
- Qutb ad-Dîn Shâh Mahmûd (1358-1364 ; à Ispahan et Abar Kûh jusqu’en 1375)
- Djalal ad-Dine Chah Chodja (1364-1384 ; au Fârs et au Kirmân, puis également à Ispahan après 1375)
- Mujâhid ad-Dîn Zayn al-`Âbidîn `Alî (1384-1387 ; détrôné par Tamerlan)
- `Imâd ad-Dîn Ahmad (1384-1393, au Kirmân)
- Nusrat ad-Din Yahyâ (1387-1393, à Yazd)
- Mansûr (1387-1393, à Ispahan, au Fârs et en Irak)

1393 : Conquête timouride